# Sailen Manna
Sailendra Nath Manna (bengali : শৈলেন মান্না), également connu sous le nom de Sailen Manna (né le 1er septembre 1924 à Howrah, à l'époque dans le Raj britannique, aujourd'hui en Inde, et mort le 27 février 2012 à Calcutta), est un joueur de football international indien, qui évoluait au poste de défenseur.

## Biographie

### Carrière en sélection
Avec l'équipe d'Inde, il joue entre 1951 et 1956. 
Il figure dans le groupe des sélectionnés lors des JO de 1948 et de 1952. Lors du tournoi olympique de 1948, il joue un match contre la France. Lors du tournoi olympique de 1952, il joue un match contre la Yougoslavie.